# Wilhelm Valentiner (Astronom)

Prof. Wilhelm Valentiner

Carl Wilhelm Friedrich Johannes Valentiner (* 22. Februar 1845 in Eckernförde; † 1. April 1931 in Berlebeck bei Detmold) war ein deutscher Astronom.

## Leben
Valentiner wurde als Sohn von Friedrich Wilhelm Valentiner und dessen Frau Catherina Magdalena, geb. Fromm geboren. Sein Vater stammte aus einer schleswig-holsteinischen Akademikerfamilie. Er war ein Sohn des Mathematikers und Astronomen Friedrich Valentiner. Zum Zeitpunkt von Wilhelms Geburt Diakon in Eckernförde, wechselte er noch im selben Jahr als Pastor der Katharinenkirche nach Gelting. Wilhelm hatte zwei Schwestern, die die Astronomen Carl Christian Bruhns und Ernst Becker heirateten.
Nach der Schleswig-Holsteinischen Erhebung wurde sein Vater wegen seiner antidänischen Haltung 1854 aus dem Herzogtum Schleswig ausgewiesen und erhielt eine Pfarrstelle an der Leipziger Thomaskirche. Wilhelm Valentiner besuchte dort bis 1863 die Thomasschule. Anschließend studierte er Astronomie an den Universitäten in Berlin und Leipzig.
Nach der Promotion zum Dr. phil. im Jahr 1869 nahm Valentiner an einer erfolgreichen deutschen Expedition zur Beobachtung des Venusdurchgangs vom 9. Dezember 1874 in Tschifu (China) teil. 1875 übernahm er die Leitung der Mannheimer Sternwarte. Da die Beobachtungsbedingungen in der Mannheimer Innenstadt immer schlechter wurden, betrieb Valentiner die Verlegung der Sternwarte nach Karlsruhe (Volkssternwarte Karlsruhe), was 1880 von Großherzog Friedrich I. von Baden genehmigt wurde. Die Teleskope mussten allerdings provisorisch in einer Hütte im Karlsruher Nymphenpark untergebracht werden. Sehr zum Ärgernis von Valentiner, der inzwischen zum Professor an der Technischen Hochschule Karlsruhe ernannt worden war, wurde in Karlsruhe dann doch keine neue Sternwarte errichtet, da man sich für einen Standort auf dem Königstuhl bei Heidelberg entschieden hatte.
Nach der Errichtung der „Großherzoglichen Bergsternwarte“ (der heutigen Landessternwarte Heidelberg-Königstuhl) im Jahre 1898 übernahm Valentiner die Abteilung für Astrometrie, die in Konkurrenz zur astrophysikalischen Abteilung unter Max Wolf stand. 1909 wurde Valentiner emeritiert, worauf die beiden Abteilungen unter der Leitung von Wolf zusammengelegt wurden. Außerdem war er Professor für Astronomie an der Ruprecht-Karls-Universität Heidelberg.
Er war verheiratet mit Anna Isis Elisabeth, geb. Lepsius (1848–1919), einer Tochter von Carl Richard Lepsius. Der Physiker Siegfried Valentiner, der Pädagoge Theodor Valentiner und der Kunsthistoriker Wilhelm Reinhold Valentiner waren Söhne des Paares.

## Schriften
- Handwörterbuch der Astronomie in vier Bänden, Breslau (Digitalisat: Band 1, Band 2, Band 3, Teil 1, Band 3, Teil 2, Band 4)
- Astronomische Bilder, Leipzig, 1881